# Bobrovček
Bobrovček és un poble i municipi d'Eslovàquia que es troba a la regió de Žilina, al centre-nord del país.

## Història
La primera menció escrita de la vila es remunta al 1231.

## Demografia
| Godina             | 1994 | 2004    | 2014 | 2024    |
| ------------------ | ---- | ------- | ---- | ------- |
| Nombre de persones | 232  | 200     | 176  | 158     |
| Diferència         |      | −13,79% | −12% | −10,22% |

| Godina             | 2023 | 2024   |
| ------------------ | ---- | ------ |
| Nombre de persones | 165  | 158    |
| Diferència         |      | −4,24% |